# Йоган Гавік
Йоган «Йоп»/«Ганс» Війнанд Гавік (нід. Johan „Joop“/„Hans“ Wijnand Havik; 5 травня 1923, Гронінген — 21 вересня 1997, Нюрнберг) — нідерландський доброволець військ СС, унтерштурмфюрер СС. Кавалер Лицарського хреста Залізного хреста.

## Біографія
Син інженера. В 1932 року приєднався до Націонал-соціалістичного руху. 16 квітня 1941 року вступив у СС (посвідчення №456 022) і був зарахований в добровольчий штандарт СС «Північний Захід». З 8 червня по 5 грудня 1942 року навчався в юнкерській школі СС під керівництвом Фріца Клінгенберга. Клінгенберг вважав Гавіка талановитим, але з недостатньо розвиненими військовими навичками. Після проходження навчання Клінгенберг призначив Гавіка командиром стрілецького взводу. В грудні 1942 року переведений в танково-гренадерський полк СС «Вестланд». 18 лютого 1943 року був поранений і до 30 квітня перебував у шпиталі. 1 травня переведений в танково-гренадерський розвідувальний запасний батальйон «Вікінг», 10 червня — в 5-й дивізіон САУ, в якому служив до 28 листопада 1944 року. З 14 січня 1945 року — командир 1-ї роти 4-го танкового батальйону 4-ї поліцейської дивізії СС.

## Звання
- Штандартеноберюнкер СС (5 грудня 1942)
- Унтерштурмфюрер СС (10 березня 1943)

## Нагороди
- Почесна шпага рейхсфюрера СС (грудень 1942)
- Залізний хрест 2-го і 1-го класу
- Нагрудний знак «За поранення» в чорному (18 лютого 1943)
- Лицарський хрест Залізного хреста (6 травня 1945)